# 60 secondes chrono (film)
Pour les articles homonymes, voir 60 secondes chrono.
Pour plus de détails, voir Fiche technique et Distribution.
60 secondes chrono ou Partis en soixante secondes au Québec (Gone in 60 Seconds) est un film américain réalisé par Dominic Sena, sorti en 2000.
Il s'agit d'un remake du film La Grande Casse (Gone in 60 Seconds) de Henry Blight Halicki sorti en 1974.
Malgré des critiques presse globalement négatives, le film est un succès au box-office.

## Synopsis

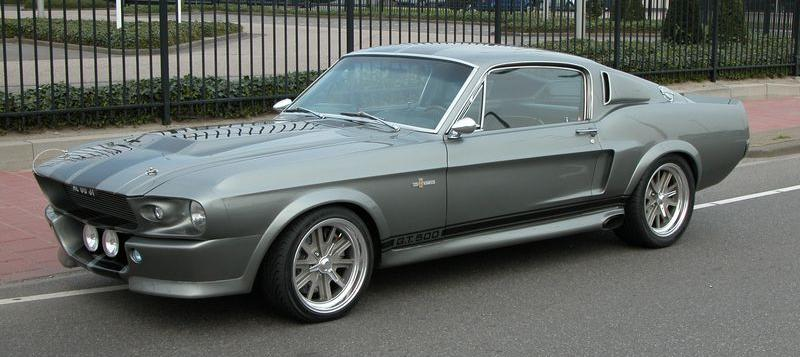
Une Shelby GT 500 de 1967 similaire à celle du film

Le voleur de voitures Kip Raines et son équipe doivent dérober 50 véhicules pour le compte de Raymond Calitri, un gangster britannique basé à Long Beach. Après avoir volé une Porsche 996, Kip mène involontairement la police à l'entrepôt de son équipe. Les inspecteurs Castlebeck et Drycoff mettent alors en fourrière toutes les voitures volées et ouvrent une enquête. Calitri fait alors kidnapper Kip et contacte son frère Randall, surnommé Memphis, ancien voleur aujourd'hui repenti. Il menace de le tuer si Memphis n'accepte pas sa proposition : voler les cinquante voitures en 72 heures. Memphis accepte et Kip est libéré. Mais Raymond Calitri prévient que si les voitures ne sont pas livrées à temps, Kip sera tué. Memphis monte alors une équipe composée de son mentor Otto Halliwell et de Donny Astricky, Sara Wayland et Skip. Chaque voiture est désignée par un nom de code (un prénom féminin). Memphis se réserve la Ford Mustang Shelby GT 500 de 1967 alias « Eleanor ».

## Fiche technique
Sauf indication contraire, les informations mentionnées dans cette section peuvent être confirmées par les bases de données cinématographiques IMDb et Allociné,  présentes dans la section « Liens externes ».
- Titre original : Gone in 60 Seconds
- Titre français : 60 secondes chrono
- Titre québécois : Partis en soixante secondes[1]
- Réalisation : Dominic Sena
- Scénario : Scott Rosenberg, avec la participation non créditée de Jonathan Hensleigh et J. J. Abrams[2], d'après le scénario original de La Grande Casse de Henry Blight Halicki
- Musique : Trevor Rabin
- Direction artistique : Andrew Laws et Stacey R. Litoff
- Décors : Jeff Mann
- Costumes : Marlene Stewart
- Photographie : Paul Cameron
- Son : Sefi Carmel, Kevin O'Connell, Greg P. Russell, George Watters II
- Montage : Roger Barton, Chris Lebenzon et Tom Muldoon
- Production : Jerry Bruckheimer et Mike Stenson
  - Production déléguée : Denice Shakarian Halicki, Jonathan Hensleigh, Chad Oman, Robert Stone, Webster Stone et Barry H. Waldman
  - Production associée : Aristides McGarry et Pat Sandston
- Sociétés de production : présenté par Touchstone Pictures, en association avec Jerry Bruckheimer Films
- Sociétés de distribution : Buena Vista Pictures (États-Unis) ; Gaumont Buena Vista International (France)
- Budget : 90 millions de $[3],[4]
- Pays de production :  États-Unis
- Langue originale : anglais
- Format : couleur (Technicolor) — 35 mm — 2,39:1 (Panavision) — son DTS / Dolby Digital / SDDS
- Genre : action, policier, thriller, film de casse
- Durée : 118 minutes ; 127 minutes (Director's cut)
- Dates de sortie[5] :
  - États-Unis, Québec : 9 juin 2000[1]
  - Belgique : 9 août 2000[6]
  - France, Suisse romande : 23 août 2000[7],[8]
- Classification :
  - États-Unis : accord parental recommandé, film déconseillé aux moins de 13 ans (PG-13 - Parents Strongly Cautioned)[N 1]
  - France : tous publics[9]
  - Belgique : tous publics (Alle Leeftijden)[6]
  - Suisse romande : interdit aux moins de 12 ans[10]
  - Québec : 13 ans et plus (13+ / 13 years and over)[1]

## Distribution
- Nicolas Cage (VF : Dominique Collignon-Maurin ; VQ : Benoit Rousseau) : Randall « Memphis » Raines
- Giovanni Ribisi (VF : Damien Witecka ; VQ : Hugolin Chevrette-Landesque) : Kip « Kid » Raines
- Angelina Jolie (VF : Isabelle Guiard ; VQ : Hélène Mondoux) : Sara « Sway » Wayland
- Will Patton (VF : Gabriel Le Doze ; VQ : Jean-René Ouellet) : Atley Jackson
- Delroy Lindo (VF : Richard Darbois ; VQ : Victor Désy) : l'inspecteur Roland Castlebeck
- Chi McBride (VF : Jean-Paul Pitolin ; VQ : François L'Écuyer) : Donny Astricky
- Robert Duvall (VF : Jacques Richard ; VQ : Hubert Fielden) : Otto Halliwell (Hector en VF)
- Christopher Eccleston (VF : Jean-Michel Fête ; VQ : Pierre Auger) : Raymond Calitri
- William Lee Scott (VF : Mathias Casartelli ; VQ : Olivier Visentin) : Toby
- Timothy Olyphant (VF : Bruno Choël ; VQ : Alain Zouvi) : l'inspecteur Drycoff
- Vinnie Jones (VF : Patrick Raynal ; VQ : Jean-Marie Moncelet) : le Sphinx
- Scott Caan (VF : David Krüger ; VQ : Antoine Durand) : Tumbler
- Master P (VF : Bruno Dubernat ; VQ : Gilbert Lachance) : Johnnie B.
- T. J. Cross (VF : Lucien Jean-Baptiste) : le réflecteur
- James Duval (VQ : Martin Watier) : Freb
- Harry Van Gorkum : Forge
- Michael Peña : Ignacio
- Bodhi Elfman (VF : Bertrand Liebert) : Fuzzy Frizzel
- Arye Gross (VF : Charles Borg) : James S. Lakewood
- Frances Fisher : Junie Halliwell
- Eddie Mui : Billy Moony
- Carmen Argenziano : l'inspecteur Mayhew
- Grace Zabriskie (VF : Denise Roland) : Helen Raines
- Stephen Shellen (VF : Pierre Dourlens) : Roger, le concessionnaire
- Jesse Corti : l'officier Axton
- Jaime Bergman : la blonde dans Drag Race
- Kevin West : l'employé de la morgue 1
- Kevin Weisman : l'employé de la morgue 2
- Lombardo Boyar : l'assistant médical

Source et légende : version française (VF) sur Voxofilm

## Production

### Genèse et développement
Le scénario s'inspire en partie de celui du film La Grande Casse (Gone In 60 Seconds) de Henry Blight Halicki sorti en 1974. Il est écrit par Scott Rosenberg. Après des désaccords avec le réalisateur Dominic Sena, il quittera le projet. Jonathan Hensleigh et J. J. Abrams procèderont ensuite à des réécritures. Ils ne sont cependant pas crédités au générique.

### Tournage
Le tournage a lieu de mai à octobre 1999 en Californie. Il se déroule notamment à Long Beach (chantier naval, port, International Tower), Los Angeles (port, Hollywood, San Pedro, Wilmington, Sixth Street Viaduct), Arcadia, Lone Pine, Beverly Hills, Redondo Beach et Independence.

### Bande originale
Liste des titres
1. Painted on My Heart - 4:27 (The Cult)
2. Machismo- 3:36 (Gomez)
3. Flower- 3:25 (Moby)
4. Rap- 4:15 (Groove Armada)
5. Leave Home- 5:13 (The Chemical Brothers)
6. Da Rockwilder- 2:20 (Method Man & Redman)
7. Roll All Day- 3:15 (Ice Cube)
8. Sugarless- 3:07 (Caviar)
9. Never Gonna Come Back Down- 3:47 (BT)
10. Too Sick to Pray- 4:46 (Alabama 3)
11. Party Up (Up in Here)- 4:32 (DMX)
12. Stop the Rock - 3:33 (Apollo 440)
13. Better Days (And the Bottom Drops Out)- 6:25 (Citizen King)
14. Boost Me- 2:49 (Trevor Rabin)

Certains morceaux apparaissent dans le film mais ne sont pas inclus dans la bande-originale :
- Busy Child - 7:23 (The Crystal Method)
- Low Rider - 3:13 (War)
- Been Caught Stealing - 3:34 (Jane's Addiction)
- Ride On Josephine - 4:26 (George Thorogood & The Destroyers)
- If Everybody Looked The Same - 3:36 (Groove Armada)

## Accueil

### Accueil critique
Le film a suscité une réaction mitigée de la part des critiques. Agrégateur de critiques Rotten Tomatoes rapporte que 25 % sur 137 critiques ont donné au film une critique mitigée, avec une note moyenne de 4,4⁄10. Le consensus critique du site Web est le suivant : "Même si les détenteurs des Oscars Nicolas Cage, Angelina Jolie et Robert Duvall sont venus à bord pour ce projet, la qualité de 60 secondes chrono est malheureusement décevante. Les scènes de poursuite sont ennuyeuses". Sur Metacritic, le film a une moyenne pondérée de 35⁄100, sur la base de 34 critiques, indiquant des "critiques mitigées". Les spectateurs interrogés par CinemaScore ont attribué au film une note moyenne de "B +" sur une échelle de A + à F.

### Box-office
| Pays                          | Box-office        | Nbre de sem. | Classement TLT | Date fin         |
| Box-office Mondial            | 237 202 299 $     | -            | 236e           | -                |
| Box-office États-Unis/ Canada | 101 648 571 $     | 25           | 332e           | 26 novembre 2000 |
| Box-office Belgique           | 543 800 entrées   | -            | -              | -                |
| Box-office France             | 2 430 332 entrées | -            | -              | -                |
| Box-office Suisse             | 178 964 entrées   | -            | -              | -                |

Avec 2 430 332 spectateurs, c'est le plus grand succès de Nicolas Cage sorti en France.

## Distinctions

### Distinctions2000
| Distinctions 2000 du film 60 secondes chrono | Distinctions 2000 du film 60 secondes chrono                                        | Distinctions 2000 du film 60 secondes chrono | Distinctions 2000 du film 60 secondes chrono | Distinctions 2000 du film 60 secondes chrono |
| Évènements                                   | Catégorie / Récompense                                                              | Nommé(es) / Lauréat(es)                      | Résultats                                    |                                              |
| -------------------------------------------- | ----------------------------------------------------------------------------------- | -------------------------------------------- | -------------------------------------------- | -------------------------------------------- |
| California on Location Awards                | Meilleure société de production de l'année                                          | 60 secondes chrono                           | Lauréat                                      |                                              |
| Prix Bogey                                   | Prix Bogey                                                                          | 60 secondes chrono                           | Lauréat                                      |                                              |
| The Stinkers Bad Movie Awards                | Pire scénario pour un film rapportant plus de 100 millions de $ avec Hollywood Math | Scott Rosenberg                              | Lauréat                                      |                                              |
| The Stinkers Bad Movie Awards                | Bande originale la plus intrusive                                                   | Trevor Rabin                                 | Lauréat                                      |                                              |
| The Stinkers Bad Movie Awards                | Pire coiffure à l'écran                                                             | Angelina Jolie                               | Nomination                                   |                                              |

### Distinctions2001
| Distinctions 2001 du film 60 secondes chrono | Distinctions 2001 du film 60 secondes chrono                                                 | Distinctions 2001 du film 60 secondes chrono | Distinctions 2001 du film 60 secondes chrono | Distinctions 2001 du film 60 secondes chrono |
| Évènements                                   | Catégorie / Récompense                                                                       | Nommé(es) / Lauréat(es) | Résultats                                    |                                              |
| -------------------------------------------- | -------------------------------------------------------------------------------------------- | --- | -------------------------------------------- | -------------------------------------------- |
| Blockbuster Entertainment Awards             | Actrice préférée dans un film d’action                                                       | Angelina Jolie | Lauréat                                      |                                              |
| Blockbuster Entertainment Awards             | Acteur préféré dans un film d’action                                                         | Nicolas Cage | Nomination                                   |                                              |
| BMI Film and TV Awards                       | Prix BMI de la meilleure musique de film                                                     | Trevor Rabin | Lauréat                                      |                                              |
| Golden Trailer Awards                        | Meilleure bande-annonce d'un film d’action                                                   | 60 secondes chrono | Lauréat                                      |                                              |
| Motion Picture Sound Editors                 | Meilleur montage son - Effets sonores et bruitages, long métrage national                    | David A. Arnold, Fred Burke, Matthew Harrison, Suhail Kafity, Adam Kopald, James Likowski, Victoria Martin, F. Hudson Miller, Piero Mura, R.J. Palmer, Todd Toon, George Watters II et Gary Wright | Nomination                                   |                                              |
| MTV Movie & TV Awards                        | Meilleure scène d'action                                                                     | Pour la poursuite en voiture sur le chantier | Nomination                                   |                                              |
| Taurus World Stunt Awards                    | Meilleure conduite                                                                           | Chuck Picerni Jr. et Eddie Yansick | Lauréat                                      |                                              |
| Taurus World Stunt Awards                    | Meilleur travail aérien                                                                      | Charles A. Tamburro et John Tamburro | Nomination                                   |                                              |
| Taurus World Stunt Awards                    | Meilleur coordinateur de cascades et/ou directeur de la 2e équipe pour une séquence d'action | Johnny Martin et Chuck Picerni Jr. | Nomination                                   |                                              |
| Yoga Awards                                  | Pire actrice étrangère                                                                       | Angelina Jolie | Lauréat                                      |                                              |

## Éditions en vidéo
- En France, le film 60 secondes chrono est sorti en DVD le 22 février 2001[17]. Le film ressort dans une édition director's cut le 21 septembre 2005[18] plus longue d'environ 9 minutes[19], notamment en coffret avec le film original La Grande Casse[20]. Par la suite, il sort en Blu-ray le 21 mars 2007[21] et en VOD le 13 avril 2017[7].
- Au Québec, le film est sorti en DVD le 25 mai 2004[22].

## Liste des voitures

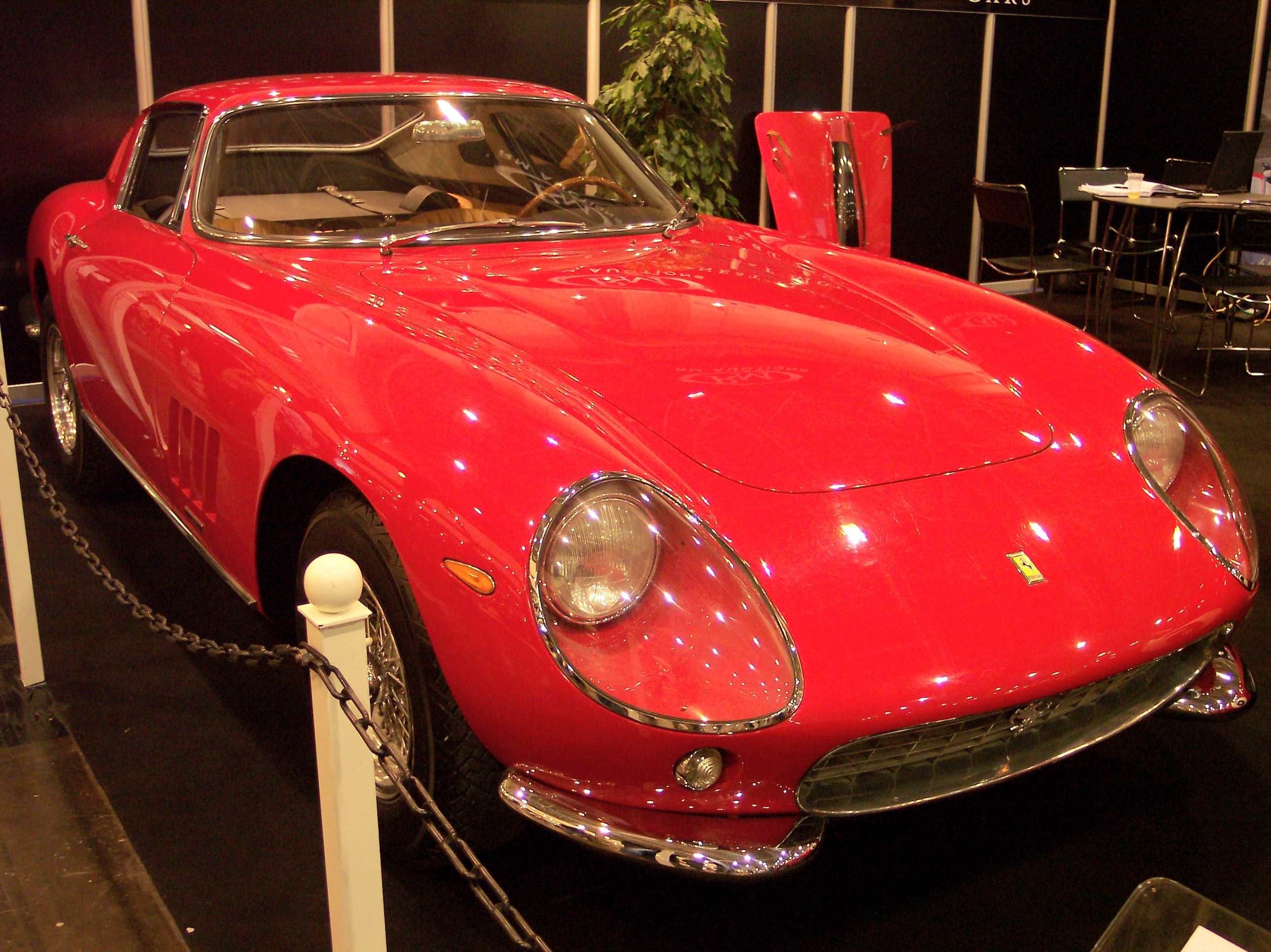
« Nadine », une Ferrari 275 GTB de 1967

Dans le film, chacune des voitures se voit attribuer un numéro ainsi qu'un prénom féminin, de manière à éviter que les transmissions radio ne soient décryptées. La liste telle qu'elle apparait dans le film est la suivante :
1. 1999 Aston Martin DB7 - Mary
2. 1962 Aston Martin DB1 - Barbara
3. 1999 Bentley Arnage - Lindsey
4. 1999 Bentley Azure - Laura
5. 1964 Bentley Continental - Alma
6. 1959 Cadillac El Dorado - Madeline
7. 1958 Cadillac El Dorado Brougham - Patricia
8. 1999 Cadillac Escalade - Carol
9. 2000 Cadillac El Dorado STS (El Dorado Touring Coupe) - Daniela
10. 1957 Chevrolet Bel Air Convertible - Stefanie
11. 1969 Chevrolet Camaro Z28 - Erin
12. 1953 Chevrolet Corvette - Pamela
13. 1967 Chevrolet Corvette Stingray L71 or L88 - Stacey
14. 1998 Hummer H1 4x4 Modified Pickup - Anne
15. 1971 De Tomaso Pantera - Kate
16. 1969 Dodge Charger Daytona - Vanessa
17. 1998 Dodge Viper Coupe GTS - Denise
18. 1995 Ferrari 355 B - Diane
19. 1997 Ferrari 355 F1 - Iris
20. 1967 Ferrari 275 GTB/4 - Nadine
21. 1999 Ferrari 550 Maranello - Angelina
22. 1987 Ferrari Testarossa - Rose
23. 1957 Ford T-Bird - Susan (List provided 1956 Ford Thunderbird)
24. 2000 GMC Yukon - Tracy
25. 1999 Infiniti Q45 - Rachel
26. 1994 Jaguar XJ220 - Bernadine
27. 1999 Jaguar XJR - Deborah
28. 1994 Lamborghini Diablo SE30 - Stacey
29. 1990 Lambo LM SUV - Gina
30. 1999 Lexus LS 400 - Hillary
31. 1999 Lincoln Navigator - Kimberley
32. 1955 Mercedes Benz 300 SL/Gullwing - Dorothy
33. 1999 Mercedes Benz CL 500 - Donna
34. 1999 Mercedes Benz S 600 - Samantha
35. 1998 Mercedes Benz SL 600 - Ellen
36. 1950 Mercury Custom - Gabriela
37. 1971 Plymouth Hemi Cuda - Shannon
38. 1969 Plymouth Superbird - Jessica
39. 1965 Pontiac GTO - Sharon
40. 1999 Porsche 996 - Tina
41. 2000 Porsche Boxster - Marsha
42. 1961 Porsche 356B Speedster - Natalie
43. 1988 Porsche 959 - Virginia
44. 1997 Porsche 911 Twin Turbo - Tanya
45. 2000 Rolls-Royce Park Ward Stretch limousine - Grace
46. 1966 Shelby AC Cobra - Ashley
47. 1967 Shelby Mustang GT500E - Eleanor
48. 2000 Toyota Land Cruiser - Cathy
49. 1998 Toyota Supra Turbo - Lynn
50. 2000 Volvo S80 T6 - Lisa